# Шулаксу
Шулаксу́ (рос. Шулаксу) — селище у складі Акбулацького району Оренбурзької області, Росія.

## Населення
Населення — 213 осіб (2010; 258 у 2002).
Національний склад (станом на 2002 рік):
- росіяни — 63 %